# 福岡第一高等学校
福岡第一高等学校（ふくおかだいいちこうとうがっこう）は、福岡県福岡市南区玉川町にある私立高等学校。運営母体は、学校法人都築学園。
運営母体を同じくする純粋な姉妹校である第一薬科大学付属高等学校とは100mほどしか離れておらず、一般には同校を合わせてまたは「第一」（ダイイチ）と呼ぶことが多い。(内部の人間や関係者は、外部の人間が使う「第一」ではなく「一高」という呼称を使う傾向がある。）

## 校風

### 制服
森英恵がデザインを手がけている（校長が元日本航空のキャビンアテンダントであったことにより森は日本航空の制服もデザインしている）。ただし冬服であるブレザーのネクタイについては姉妹校である第一薬科大学付属高等学校との所属の混同を避けるために色分けがなされている（第一高校は紺と赤のラインが交互に、工業系学科は水色地にグレーのライン、第一薬科大学付属高校は緑地にグレー、紺のラインが入る。工業系学科も色分けしている理由は、福岡第一高校内では普通系学科と工業系学科は別の扱いのため）。

## 沿革
- 1956年（昭和31年） - 学校法人高宮学園により設置、開校（開設した課程、学科等は不明）。
- 1966年（昭和41年） - 商業科が独立し、福岡第一商業高等学校（のちの第一薬科大学付属高等学校）となる。
- 1980年（昭和55年） - 運営母体の学校法人高宮学園を学校法人都築高宮学園に名称変更。
- 1985年（昭和60年） - 運営母体の学校法人都築高宮学園を学校法人都築学園に名称変更。
- 2015年（平成27年） - 普通科に製菓栄養コース（のちの製菓コース）を、機械科に航空クラス（のちの航空整備クラス）を開設。
- 2016年（平成28年） - 募集停止中であった特進理数科および美術科（ともに開設年不明）を廃科。
- 2017年（平成29年） - 美術科の教育資源を利用して造形科を開設。建築土木科（建築コース・土木コース）を開設。
- 2018年（平成30年） - 福祉科をソーシャル心理科に、機械科を機械エンジニア科に、自動車科を自動車メカニック科に科名変更。

## 学科
普通系学科と工業系学科に分かれている。

### 普通系学科
- 国際科（IBコース）
- 普通科
  - 普通科（コースなし）（旧・スーパー普通クラス）
  - 国公立大学進学コース
  - アスリート特進コース
  - 製菓コース（旧・ミラクル製菓コース、製菓クラス）
- 音楽科
- ソーシャル心理科（旧・福祉科）

### 工業系学科
- 造形科
- ⚪︎ デザインコース
- ⚪︎マンガコース
- 機械エンジニア科（旧・機械科）
  - 機械クラス
  - 航空整備クラス
- 自動車メカニック科（旧・自動車科）
- コンピューターAI科
- 建築土木科
  - 建築コース
  - 土木コース

## 教育方針

### 入学試験
一般入試の他、パラマ入試と呼ばれる入試方法が併行して実施されている。これは願書を提出した際に試験前15日前後に「パラマカード」と呼ばれる15ページほどのノートが配布され、そのノートに様々な内容を書いて提出し、英語またはIT基礎技術の試験を受験し、パラマカード内容と面接により合否を判定するものである。音楽科・デザイン科は実技試験も行われる。第一薬科大学付属高等学校も同じ方式を採っている。

### 校則
携帯電話の持込は、許可されている。
【男子生徒】髪型は短髪とする。ヒゲは必ず剃る。目や耳にかぶさるような長髪・パーマなどの特異な髪型、脱色・染髪を禁止する。
額、眉の剃り込みや、抜き及び装飾品(ピアス・指輪・ネックレス)等の禁止。
【女子生徒】髪型は端正な髪型とする。パーマ・ウェーブ・つけ毛・脱色・染髪を禁止する。長い場合は結ぶこと。(ポニーテール・横結び不可)
眉そり・化粧・装飾品(ピアス・髪飾り・指輪・ネックレス)等の禁止。

## 主な部活動
様々な部活動で特待生（授業料全額免除等）として優秀な生徒を国内国外問わず数多くスカウトして、運動系・文化系共に目覚ましい成績を残している。

### バスケットボール
バスケットボール部は2009年、2016年、2019年、2022年のインターハイで優勝、2005年、2016年に旧ウインターカップ、2018年、2019年にもウインターカップ（選手権）制覇を果たしている。2011年もウインターカップに出場したが、セネガル人留学生2人が欠場したのも響いたためか2回戦（1戦目）で敗退している。

#### 年齢詐称疑惑
2004年の全国高校総合体育大会優勝時に在籍し当時留学生だったディアン・ティエルノ・セイデゥ・ヌロが来日当時に年齢詐称していた疑惑が浮上。当初はパスポートを理由に否定していたものの、2008年に虚偽の出生証明でパスポートを取得した事がセネガル当局の調査で判明した。高校総体の出場資格が年度末までに19歳以下と定められているのに対し、4年9ヶ月詐称していたディアンは来日時21歳だったため、2011年9月3日付けで2004年の全国高校総合体育大会の優勝及び2005年の同大会3位の成績が取り消される事態となった。福岡第一の都築仁子校長は都内で「何らやましいことはない。一方的な処分だ」として、法的手段に訴える意向を示した。全国高等学校体育連盟専務理事は処分について「勝利至上主義は誤りと認識させなければならない、よってこの処置とした」と説明している。

### 野球部
野球部は全国高等学校野球選手権大会（夏の甲子園）に2回、選抜高等学校野球大会（春の甲子園）に1回出場している。
夏の甲子園は1974年（第56回）にて初出場、2回目の出場となった1988年（第70回）では準優勝している。
春の甲子園は1988年（第60回）に出場している。

### 吹奏楽部
吹奏楽部は日本代表としてオーストリア・ウィーンで行われた世界大会で2度の優勝を果たし、2度目は大会の賞を独占し、翌年ウィーンから正式招待を受けて演奏旅行を行っている。また、吹奏楽連盟が主催する全日本吹奏楽コンクールで全国大会に数多く出場し、全国大会の常連校としてその名を知られているが、現在は部員数減によりソロでのコンクールなどにも力を入れている。

### 駅伝部
2022年の福岡県高校駅伝で大牟田や自由ヶ丘を抑えて初優勝、福岡県代表として都大路への出場を果たした。2024年にも北部九州代表として都大路に出場した。その他、インターハイに留学生だけでなく日本人選手もコンスタントに出場するなど全国大会の常連になりつつある。

## 姉妹校・提携校
- アメリカ合衆国
  - セントフランシス高校
  - リンデンホール高校
- カナダ
  - ウエストバンクーバー高校
  - DWポピー高校
  - 東ヨーク教育委員会
- オーストラリア
  - ツーラック・カレッジ
  - フランクストン・カレッジ
  - ブリスベン高校
- ニュージーランド
  - ケルストン高校
- 中華民国（台湾）
  - 南台科技大學

## 交通アクセス
- 西日本鉄道天神大牟田線高宮駅から徒歩5分
- JR鹿児島本線竹下駅から徒歩25分
- 西鉄バス野間四角バス停・清水町バス停・薬大前バス停からも通学可

## 主な系列校
- 第一薬科大学
- 日本薬科大学
- 横浜薬科大学
- 日本経済大学
- 第一工業大学
- 福岡医療福祉大学
- 神戸医療福祉大学
- 福岡こども短期大学
- 第一幼児教育短期大学
- 第一薬科大学付属高等学校
- 鹿児島第一高等学校
- 鹿児島第一中学校
- リンデンホールスクール小学部
- リンデンホールスクール中高学部

## 著名な出身者

### 野球
- 縄田洋海（元プロ野球選手）
- 伊東勇（元プロ野球選手）
- 石井輝比古（元プロ野球選手）
- 井上正晴（元プロ野球選手）
- 藤岡貞明（元プロ野球選手）
- 角富士夫（元プロ野球選手）
- 大畑徹（元プロ野球選手）
- 前田幸長（元プロ野球選手、準優勝した1988年の大会にてエースピッチャーとして活躍）
- 山之内健一（元プロ野球選手、同じく1988年の大会にて中軸打者として活躍）
- 古里泰隆（元プロ野球選手）
- 松元秀一郎（元プロ野球選手）
- 東野葵（元プロ野球選手）
- 陽岱鋼（プロ野球選手、台湾出身）
- 張奕（プロ野球選手、台湾出身）
- 王凱程（プロ野球選手、台湾出身）

### バスケットボール
- ディアン・ティエルノ・セイデゥ・ヌロ（プロバスケットボール選手）
- 並里成（プロバスケットボール選手、2005年のウィンターカップ優勝メンバー）
- 遥天翼（元プロバスケットボール選手、2005年のウィンターカップ優勝メンバー）
- 藤江建典（元プロバスケットボール選手、2005年のウィンターカップ優勝メンバー）
- 狩野祐介（バスケットボール選手）
- 長島エマニエル（バスケットボール選手）
- 井手拓実（バスケットボール選手）
- 松崎裕樹（プロバスケットボール選手）
- 河村勇輝（プロバスケットボール選手）
- 小川麻斗（プロバスケットボール選手）

### サッカー
- 長野聡（元サッカー選手）
- 金井大樹（元プロサッカー選手）

### 文化
- 林葉直子（元棋士、作家）
- 松山せいじ（漫画家）
- 片岡寛晶（作曲家、2008年度全日本吹奏楽コンクール課題曲作曲者）

### 芸能
- 森山達也（THE MODS、シンガー）
- CHAGE（CHAGE and ASKA、シンガーソングライター）
- ASKA（CHAGE and ASKA、シンガーソングライター）
- kazami（シンガー）
- 佐田正樹（バッドボーイズ、お笑い芸人）
- 大溝清人（バッドボーイズ、お笑い芸人） ※中退
- 岩下舞（モデル）
- 池田エライザ （モデル）
- 藤崎ミシェル（タレント）

### その他
- 松永裕美（プロボウラー）
- 田中利幸（総合馬術選手）
- 國米創（プロセーラー） ※2年次に転入